# Made in June
Made in June (9 maart 1983) is de artiestennaam van June te Spenke, een Nederlandse dj.
Haar eerste single You and I werd op 18 juli 2014 gekozen als 538 Dancesmash en bereikte de 4e plaats in de Tipparade. Behalve als dj is ze ook actief als regisseur van korte films en videoclips voor artiesten zoals Nielson en Tessa Rose Jackson. In 2020 maakt ze de documentaire Famke Next over Famke Louise, waarin ze haar een jaar volgt. De documentaire verscheen op Videoland. In maart 2023 verscheen de documentaire Kelly over Kelly van der Veer op Amazon Prime.

## Discografie

### Singles
| Single met eventuele hitnotering(en) in de Nederlandse Top 40 | Datum van verschijnen | Datum van binnenkomst | Hoogste positie | Aantal weken | Opmerkingen                          |
| ------------------------------------------------------------- | --------------------- | --------------------- | --------------- | ------------ | ------------------------------------ |
| You and I                                                     | 2014                  | 28-06-2014            | tip4            | -            |                                      |
| Perfect storm                                                 | 2014                  | 20-12-2014            | tip1            | -            |                                      |
| Nobody but you                                                | 2015                  | 11-07-2015            | tip22           | -            |                                      |
| Is this real                                                  | 2016                  | 23-01-2016            | tip11           | -            |                                      |
| Paradise                                                      | 2017                  | -                     | -               | -            | Met Laidback Luke ft. Bright Lights. |
| A train                                                       | 2017                  | -                     | -               | -            |                                      |
| City lights                                                   | 2017                  | -                     | -               | -            |                                      |
| One + one                                                     | 2018                  | -                     | -               | -            |                                      |
| Are you ready                                                 | 2018                  | -                     | -               | -            | Met ADN.                             |
| Cha cha                                                       | 2019                  | -                     | -               | -            |                                      |
| The night is young                                            | 2019                  | -                     | -               | -            |                                      |

### Remixes
- Galantis - Hunter (Made in June-remix)
- Matt Simons - Catch & Release (Made in June-remix)